# Cima-Brenta-Massiv
Mit Cima-Brenta-Massiv, auch Massiv der Cima Brenta oder Stock der Cima Brenta (italienisch Massiccio di Cima Brenta), wird eine Untergruppe der Brentagruppe in den Südlichen Kalkalpen bezeichnet. Namensgebend und höchster Gipfel des Massivs ist die Cima Brenta mit 3152 m s.l.m. Seit dem Abschmelzen der Eiskappe der Cima Tosa ist Erstere auch der höchste Gipfel der gesamten Brentagruppe. Nach Hanns Barth und Alfred von Radio-Radiis bildet das Massiv der Cima Brenta den Kernpunkt der ganzen Brenta.

## Geographie

### Lage und Abgrenzung
Das Cima-Brenta-Massiv ist die nördliche der beiden Untergruppen, in die sich der zentrale Bereich der Brenta aufteilt. Sie erstreckt sich von der Scharte Bocca di Tuckett (2648 m) im Norden bis zur Scharte Bocchetta Bassa dei Massodi (2790 m) im Süden. Nördlich der Bocca di Tuckett grenzt das Massiv an das Grostè-Massiv und im Süden an die Sfulmini-Kette. Eingegrenzt wird es im Osten von tief eingeschnittenen Val Perse und Valle delle Seghe, im Norden von der Vedretta di Tuckett, im Westen vom Val Brenta und im Süden vom Vallone dei Brentei.

### Aufbau und Geologie
Nach Karl Schulz ähnelt das gewaltige Massiv aus Dolomia Principale einem Hufeisen, in dessen Kern eine hochflächenartige Mulde mit dem Brenta-Gletscher liegt, der von der Cima di Brenta überragt wird. Pino Prati sowie Hanns Barth und Alfred von Radio-Radiis vergleichen es wegen seiner auf allen Seiten steil aufragenden Wände mit einer Riesenburg. Als Besonderheit weist das Massiv der Cima Brenta keine begehbaren Übergänge auf. Alle Wege und Klettersteige führen um die Flanken des Massivs, wobei sie zum Teil auf Felsbändern verlaufen.
Vom südlichen Ende des Massivs zweigt vom Spallone dei Massodi ein Grat in südöstlicher Richtung ab, der oberhalb des bei Molveno mündenden Val delle Seghe endet. Entlang dieses Grates reihen sich von Nordwesten nach Südosten der Torre della Sega Alta, die Cima Baratieri, die Punta Jolanda sowie mehrere zweitrangige Gipfel an. Den südöstlichen Abschluss oberhalb des Val delle Seghe bildet der Castel Alto dei Massodi (2431 m). Ein weiterer Grat verläuft von der Cima Brenta in westlicher Richtung und endet mit der Cima Mandron und den Punte di Campiglio oberhalb des Val Brenta. Letztere bilden zugleich die beiden westlichsten Erhebungen des Massivs. Ein weiterer kleinerer Grat zweigt von der Cima Brenta in nordwestlicher Richtung ab und endet an der turmartigen Cima Massari.
Das Massiv der Cima Brenta weist mit der Vedretta Tuckett oder Brenta inferiore, der Vedretta di Tuckett superiore oder Pensile di Cima Brenta, Vedretta Brenta superiore oder Mandron sowie der Vedretta dei Brentei gleich vier Gletscher der Brentagruppe auf.

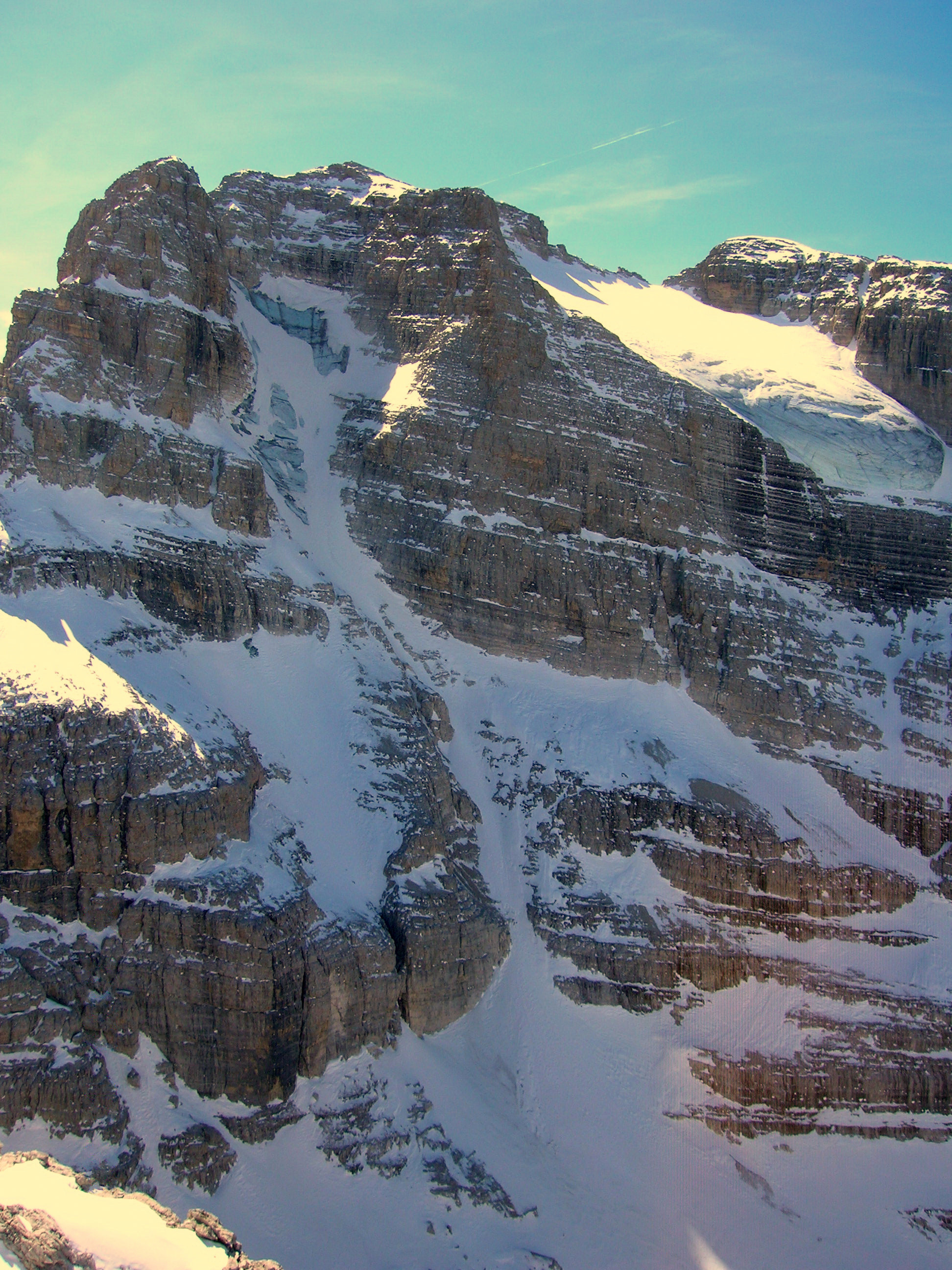
Die vergletscherte Nordflanke des Massivs
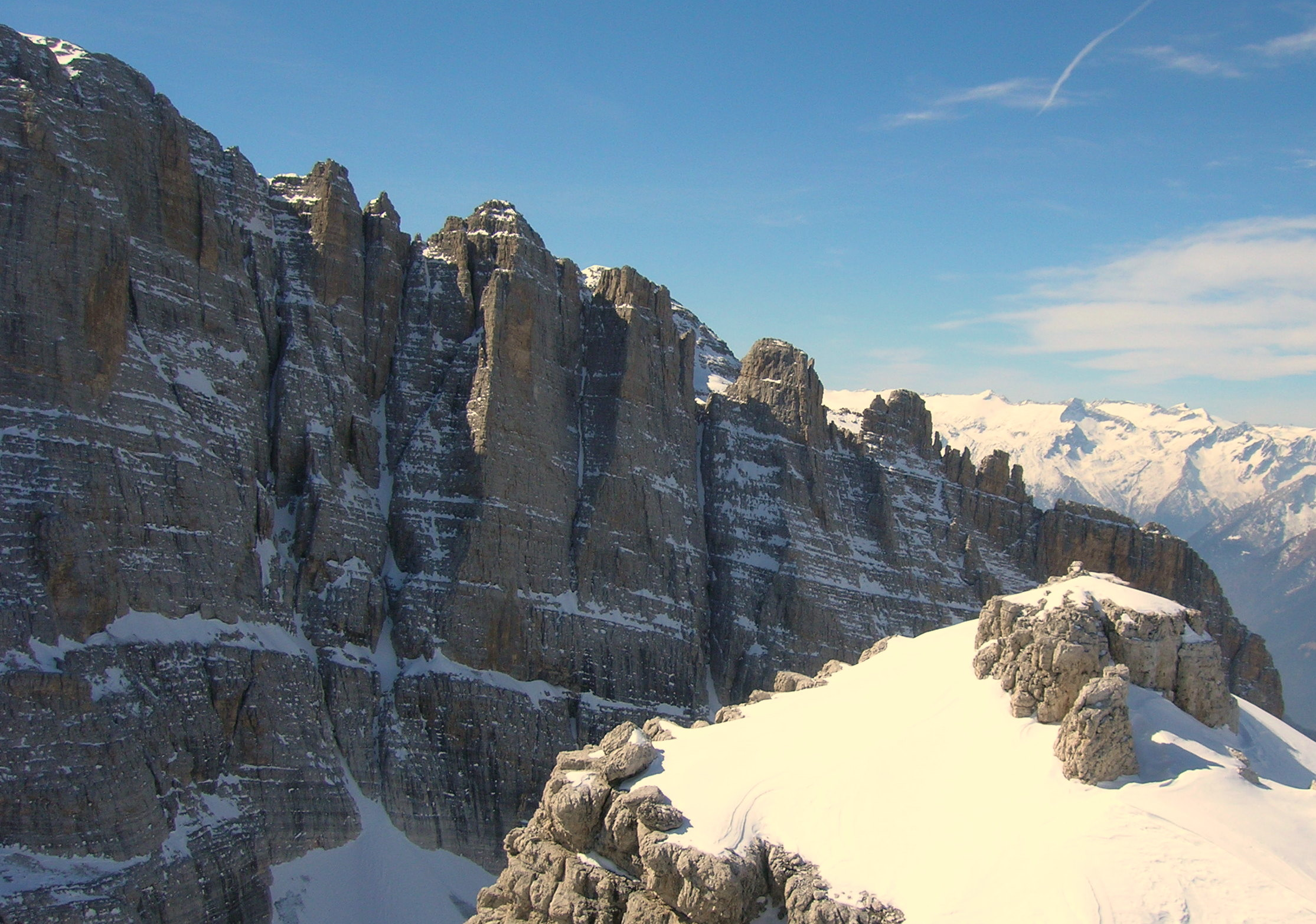
Torri di Kiene
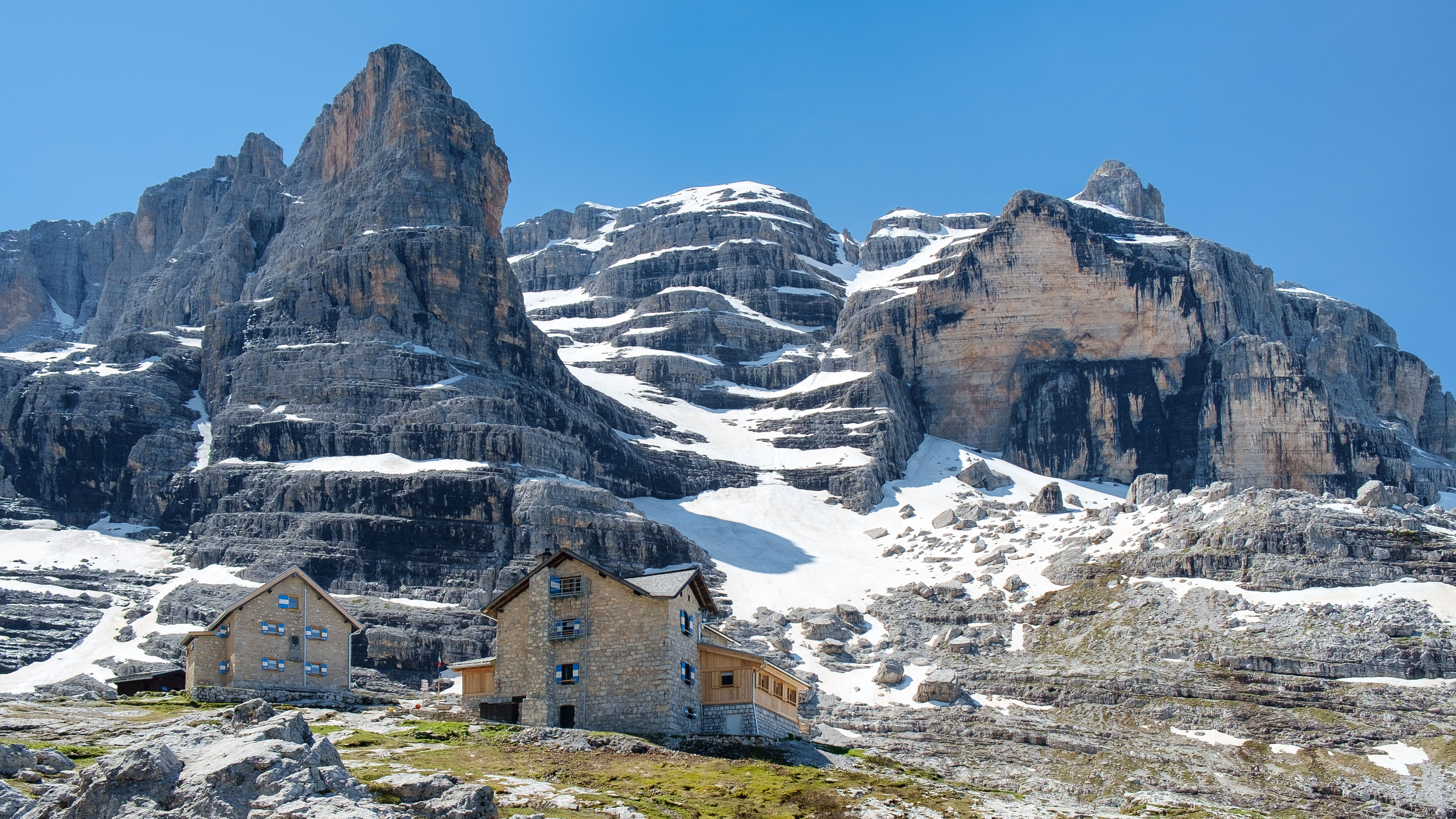
Die Sella- und die Tuckett-Hütte mit der Punta Massari im Hintergrund
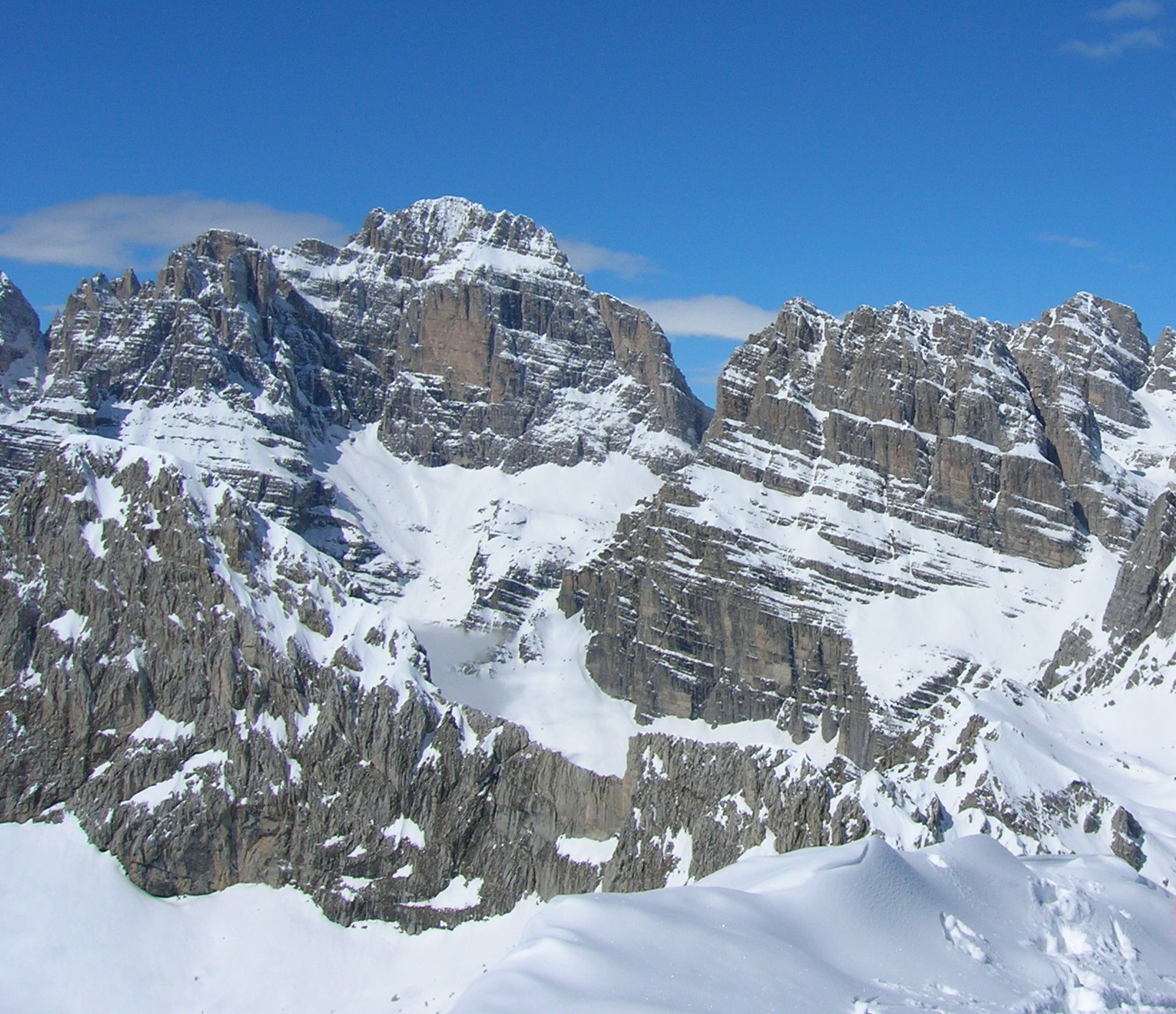
Die Ostseite des Massivs mit der Bocca di Tuckett rechts der Bildmitte
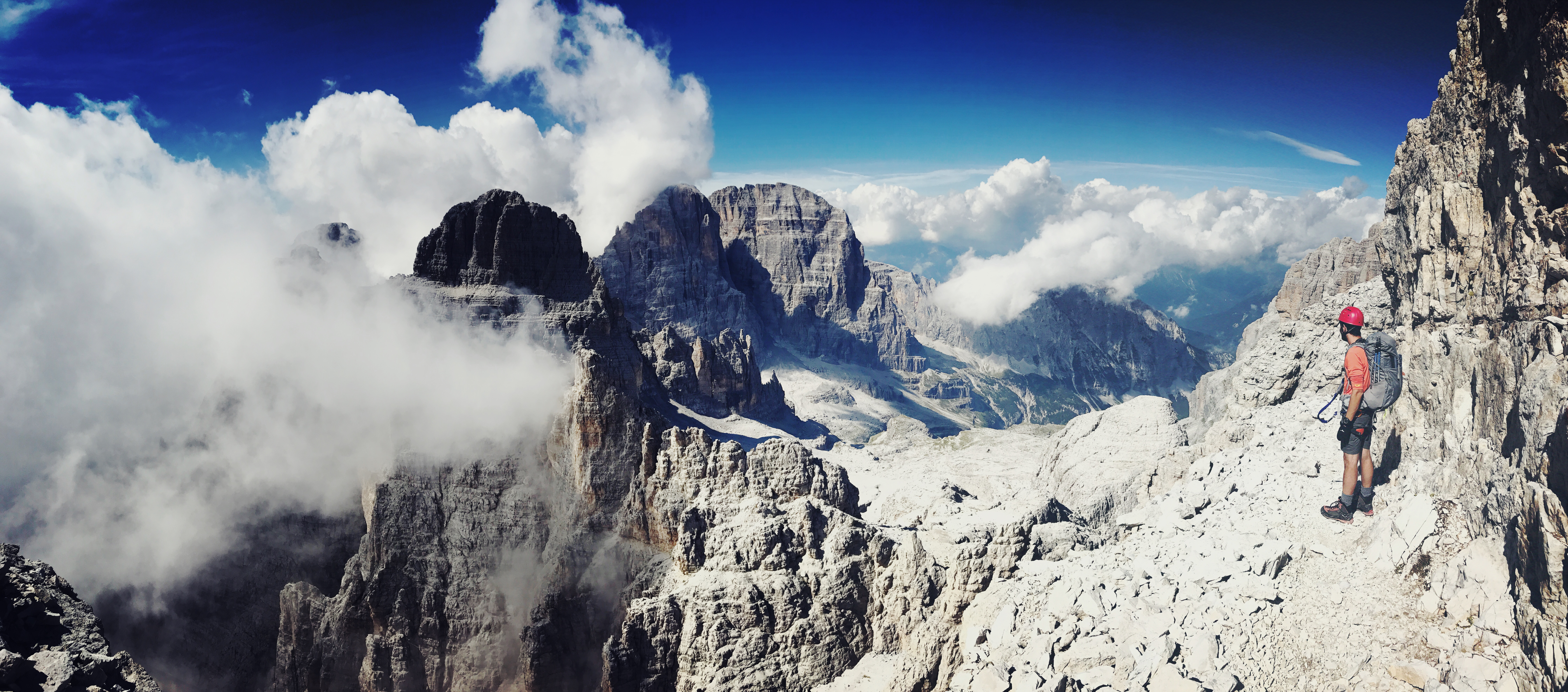
Der Hohe Bocchette-Weg an der Südostseite der Cima Brenta mit Blick auf die Cima Brenta Alta, Cima Tosa und den Crozzon di Brenta. Im Vordergrund teils in Wolken der Spallone dei Massodi

### Gipfel
- Cima Brenta, 3152 m
- Cima Mandron, 3040 m
- Torri di Brenta (I bis XV), 3030 m
- Spallone dei Massodi, 2999 m
- Punte Orientali di Campiglio, 2969 m
- Cima Baratieri, 2944 m
- Torre della Sega Alta, 2935 m
- Sentinella dei Camosci, 2883 m
- Punta Occidentale di Campiglio, 2876 m
- Punta Massari, 2846 m
- Punta Jolanda, 2815 m

## Alpinismus
Von alpinistischen Interesse ist wegen der zahlreichen Aufstiegsvarianten, des grandiosen Ambientes und wegen des aussichtsreichen Panoramas insbesondere die Cima Brenta. Sie gehört deshalb auch zu den meistbesuchten Gipfeln nicht nur des Massivs, sondern der ganzen Brentagruppe.
Die alpinistische Erschließung begann im August 1871 mit der Erstbesteigung der Cima Brenta durch die englischen Alpinisten Douglas William Freshfield und Francis Fox Tuckett, geführt von Henri Dévouassoud. Routen im Cima-Brenta-Massiv wurden unter anderem von Silvio Agostini, Ettore Castiglioni, Alberto De Falkner, Bruno Detassis, Pino Fox, Carlo Garbari, Giorgio Graffer, Marcello Friederichsen, Ernst und Kurt Kiene, Cesare Maestri, Ludwig Purtscheller, Alfred von Radio-Radiis, Karl Schulz und Heinz Steinkötter.
Den Klettersteiggehern bietet das Cima-Brenta-Massiv mit den Bocchette Alte einen der bekanntesten und zugleich anspruchsvollsten Klettersteige der Brenta. Er quert von der Bocca di Tuckett bis zur Bocchetta Bassa dei Massodi das ganze Massiv und verläuft auf Höhen um die 3000 m entlang von Bändern durch die Ostwand und die Südschulter der Cima Brenta.
Als Stützpunkte für Begehungen im Massiv der Cima Brenta kommen insbesondere die Tuckett-, Brentei- und die Alimonta-Hütte in Frage.